# Champforgeuil
Champforgeuil [ʃɑ̃fɔʁʒœj] est une commune française située dans le département de Saône-et-Loire, en région Bourgogne-Franche-Comté.

## Géographie
Située en Saône-et-Loire (Bourgogne-Franche-Comté), juste à côté de Chalon-sur-Saône.

### Accès et transports
Situé juste à côté de la sortie d'autoroute A6 de Chalon Nord, car cette autoroute passe dans le territoire de la commune.

### Géologie et relief
Il y a 729 hectares sur la commune avec une partie en terres agricoles. Les sols ont pour origine l'ère du quaternaire ancien.

### Hydrographie
La Thalie passe dans la commune, qui possède aussi deux étangs.

### Climat
Pour des articles plus généraux, voir Climat de la Bourgogne-Franche-Comté et Climat de Saône-et-Loire.
En 2010, le climat de la commune est de type climat océanique dégradé des plaines du Centre et du Nord, selon une étude du Centre national de la recherche scientifique s'appuyant sur une série de données couvrant la période 1971-2000. En 2020, Météo-France publie une typologie des climats de la France métropolitaine dans laquelle la commune est dans une zone de transition entre le climat océanique altéré et le climat océanique altéré et est dans la région climatique Bourgogne, vallée de la Saône, caractérisée par un bon ensoleillement (1 900 h/an), un été chaud (18,5 °C), un air sec au printemps et en été et des vents faibles.
Pour la période 1971-2000, la température annuelle moyenne est de 11 °C, avec une amplitude thermique annuelle de 18,2 °C. Le cumul annuel moyen de précipitations est de 791 mm, avec 11,2 jours de précipitations en janvier et 7,2 jours en juillet. Pour la période 1991-2020, la température moyenne annuelle observée sur la station météorologique installée sur la commune est de 11,4 °C et le cumul annuel moyen de précipitations est de 736,5 mm. 
La température maximale relevée sur cette station est de 39,7 °C, atteinte le 12 août 2003 ; la température minimale est de −17,6 °C, atteinte le 20 décembre 2009,,.
| Mois                                  | jan.             | fév.           | mars           | avril         | mai             | juin         | jui.           | août           | sep.            | oct.            | nov.             | déc.           | année      |
| ------------------------------------- | ---------------- | -------------- | -------------- | ------------- | --------------- | ------------ | -------------- | -------------- | --------------- | --------------- | ---------------- | -------------- | ---------- |
| Température minimale moyenne (°C)     | −0,2             | 0              | 2              | 4,5           | 8,4             | 12           | 13,8           | 13,3           | 9,9             | 7               | 2,9              | 0,5            | 6,2        |
| Température moyenne (°C)              | 3                | 4,1            | 7,5            | 10,6          | 14,6            | 18,3         | 20,2           | 19,9           | 16              | 11,8            | 6,6              | 3,6            | 11,4       |
| Température maximale moyenne (°C)     | 6,2              | 8,2            | 12,9           | 16,7          | 20,8            | 24,6         | 26,7           | 26,5           | 22              | 16,6            | 10,3             | 6,7            | 16,5       |
| Record de froid (°C) date du record   | −13,5 04.01.1993 | −13,7 05.02.12 | −12,4 01.03.05 | −6,2 08.04.21 | −1,5 15.05.1995 | 1,6 04.06.01 | 4,8 03.07.1996 | 3,6 30.08.1998 | −1,1 30.09.1995 | −7,6 31.10.1997 | −10,4 23.11.1993 | −17,6 20.12.09 | −17,6 2009 |
| Record de chaleur (°C) date du record | 17,9 01.01.23    | 20,4 25.02.21  | 24,5 31.03.21  | 27,9 24.04.07 | 32,3 20.05.22   | 37 27.06.19  | 39 24.07.19    | 39,7 12.08.03  | 34,3 10.09.23   | 28,9 09.10.23   | 21,5 12.11.18    | 17,7 05.12.06  | 39,7 2003  |
| Précipitations (mm)                   | 53,6             | 43             | 44             | 58,4          | 73,4            | 58,3         | 67,5           | 57,9           | 63,7            | 77,8            | 79,6             | 59,3           | 736,5      |

| Diagramme climatique                                  |        |         |             |             |            |              |              |           |           |             |            |
| J                                                     | F      | M       | A           | M           | J          | J            | A            | S         | O         | N           | D          |
| 6,2−0,253,6                                           | 8,2043 | 12,9244 | 16,74,558,4 | 20,88,473,4 | 24,61258,3 | 26,713,867,5 | 26,513,357,9 | 229,963,7 | 16,6777,8 | 10,32,979,6 | 6,70,559,3 |
| Moyennes : • Temp. maxi et mini °C • Précipitation mm |        |         |             |             |            |              |              |           |           |             |            |

Les paramètres climatiques de la commune ont été estimés pour le milieu du siècle (2041-2070) selon différents scénarios d'émission de gaz à effet de serre à partir des nouvelles projections climatiques de référence DRIAS-2020. Ils sont consultables sur un site dédié publié par Météo-France en novembre 2022.

## Urbanisme

### Typologie
Au 1er janvier 2024, Champforgeuil est catégorisée ceinture urbaine, selon la nouvelle grille communale de densité à sept niveaux définie par l'Insee en 2022.
Elle appartient à l'unité urbaine de Chalon-sur-Saône, une agglomération intra-départementale regroupant treize  communes, dont elle est une commune de la banlieue,,. Par ailleurs la commune fait partie de l'aire d'attraction de Chalon-sur-Saône, dont elle est une commune de la couronne,. Cette aire, qui regroupe 109 communes, est catégorisée dans les aires de 50 000 à moins de 200 000 habitants,.

### Occupation des sols
L'occupation des sols de la commune, telle qu'elle ressort de la base de données européenne d’occupation biophysique des sols Corine Land Cover (CLC), est marquée par l'importance des territoires agricoles (50,1 % en 2018), en diminution par rapport à 1990 (53,2 %). La répartition détaillée en 2018 est la suivante : terres arables (28,9 %), forêts (20,1 %), zones urbanisées (17,1 %), prairies (14 %), zones industrielles ou commerciales et réseaux de communication (8,6 %), zones agricoles hétérogènes (7,2 %), espaces verts artificialisés, non agricoles (4 %). L'évolution de l’occupation des sols de la commune et de ses infrastructures peut être observée sur les différentes représentations cartographiques du territoire : la carte de Cassini (XVIIIe siècle), la carte d'état-major (1820-1866) et les cartes ou photos aériennes de l'IGN pour la période actuelle (1950 à aujourd'hui).

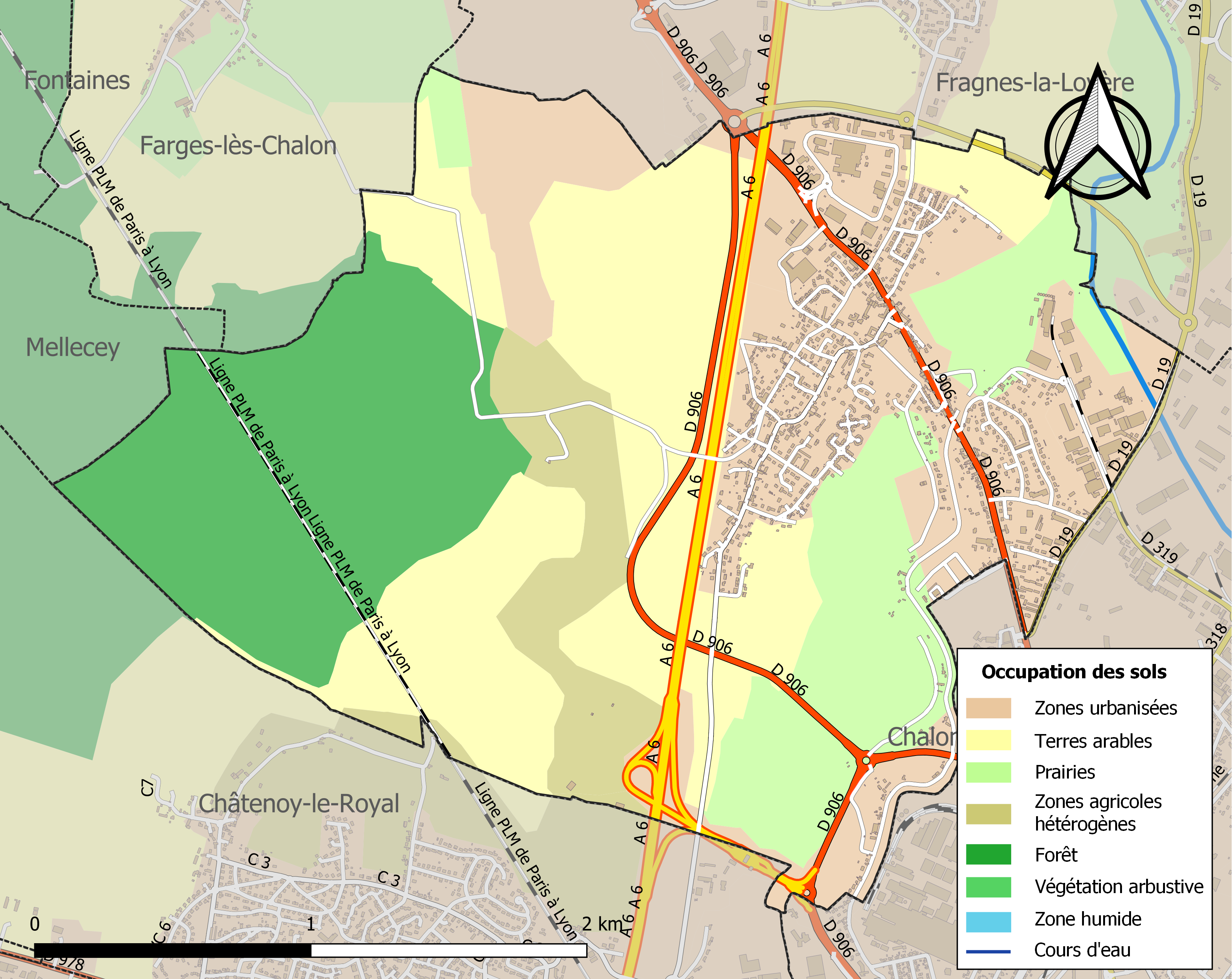
Carte des infrastructures et de l'occupation des sols de la commune en 2018 (CLC).

## Politique et administration

### Tendances politiques et résultats

#### Élections présidentielles
La ville de Champforgeuil place en tête à l'issue du premier tour de l'élection présidentielle française de 2017, Marine Le Pen (RN) avec 26,34 % des suffrages. Mais lors du second tour, Emmanuel Macron (LaREM) est en tête avec 61,72 %.

#### Élections législatives
La ville de Champforgeuil faisant partie de la quatrième circonscription de Saône-et-Loire, place lors du 1er tour des élections législatives françaises de 2017, Catherine Gabrelle (LREM) avec 25,95 % des suffrages. Mais lors du second tour, il s'agit de Cécile Untermaier (PS) qui arrive en tête avec 51,25 % des suffrages.
Lors du 1er tour des élections législatives françaises de 2022, Cécile Untermaier (PS), députée sortante, arrive en tête avec 29,62 % des suffrages comme lors du second tour, avec cette fois-ci, 54,24 % des suffrages.

#### Élections régionales
La ville de Champforgeuil place la liste « Pour la Bourgogne et la Franche-Comté » menée par Gilles Platret (LR) en tête, dès le 1er tour des élections régionales de 2021 en Bourgogne-Franche-Comté, avec 29,77 % des suffrages. Lors du second tour, les habitants décideront de placer la liste de "Notre Région Par Cœur" menée par Marie-Guite Dufay, présidente sortante (PS) en tête, avec cette fois-ci, près de 43,30 % des suffrages. Devant les autres listes menées par Gilles Platret (LR) en seconde position avec 30,84 %, Julien Odoul (RN), troisième avec 19,16 % et en dernière position celle de Denis Thuriot (LaREM) avec 6,70 %. Il est important de souligner une abstention record lors de ces élections qui n'ont pas épargné la ville de Champforgeuil avec lors du premier tour 69,22 % d'abstention et au second, 66,50 %.

#### Élections départementales
La ville de Champforgeuil faisant partie du canton de Chalon-sur-Saône-1 place le binôme de Raymond Gonthier (PS) et Françoise Verjux-Pelletier (PS), en tête, dès le 1er tour des élections départementales de 2021 en Saône-et-Loire avec 40,34 % des suffrages. Lors du second tour, les habitants décideront de placer de nouveau le binôme de Raymond Gonthier (PS) et Françoise Verjux-Pelletier (PS), en tête, avec cette fois-ci, près de 55,42 % des suffrages. Devant l'autre binôme menée par Alain Gaudray (DVD) et Dominique Melin (DVD) qui obtient 44,58 %. Cependant, il s'agit du binôme Alain Gaudray (DVD) et Dominique Melin (DVD) qui est élu, une fois les résultats centralisés. Il est important de souligner une abstention record lors de ces élections qui n'ont pas épargné la ville de Champforgeuil avec lors du premier tour 69,40 % d'abstention et au second, 66,50 %.

### Liste des maires
| Période                                  | Période                       | Identité           | Étiquette  | Qualité                                                                |
| ---------------------------------------- | ----------------------------- | ------------------ | ---------- | ---------------------------------------------------------------------- |
| Les données manquantes sont à compléter. |                               |                    |            |                                                                        |
| 1953                                     | 1965                          | ?                  | PCF        |                                                                        |
| Les données manquantes sont à compléter. |                               |                    |            |                                                                        |
| mars 1971                                | mars 1977                     | Lucien Navarette   | PCF        | Instituteur                                                            |
| mars 1977                                | décembre 1992                 | Jean-Louis Sommier | PS         | Professeur                                                             |
| décembre 1992 (?)                        | mars 2001                     | Bernard Charmont   | PS         | Psychologue                                                            |
| mars 2001                                | mars 2008                     | Raymond Bellot     | PS puis PG | Retraité SNCF                                                          |
| mars 2008                                | mai 2020                      | René Guyennot      | PS         | Employé retraité                                                       |
| mai 2020                                 | En cours (au 22 juillet 2020) | Annie Sassignol    | DVG        | Ancienne secrétaire Conseillère communautaire déléguée du Grand Chalon |

### Canton et intercommunalité
La commune fait partie du Grand Chalon.

### Politique environnementale
Le Grand Chalon gère la collecte de la commune. Il y a une collecte hebdomadaire des ordures ménagères.

## Population et société

### Démographie
L'évolution du nombre d'habitants est connue à travers les recensements de la population effectués dans la commune depuis 1793. Pour les communes de moins de 10 000 habitants, une enquête de recensement portant sur toute la population est réalisée tous les cinq ans, les populations de référence des années intermédiaires étant quant à elles estimées par interpolation ou extrapolation. Pour la commune, le premier recensement exhaustif entrant dans le cadre du nouveau dispositif a été réalisé en 2007.

En 2022, la commune comptait 2 616 habitants, en évolution de +5,02 % par rapport à 2016 (Saône-et-Loire : −1,06 %, France hors Mayotte : +2,11 %).
| 1793 | 1800 | 1806 | 1821 | 1831 | 1836 | 1841 | 1846 | 1851 |
| ---- | ---- | ---- | ---- | ---- | ---- | ---- | ---- | ---- |
| 394  | 317  | 334  | 426  | 449  | 483  | 472  | 494  | 549  |

| 1856 | 1861 | 1866 | 1872 | 1876 | 1881 | 1886 | 1891 | 1896 |
| ---- | ---- | ---- | ---- | ---- | ---- | ---- | ---- | ---- |
| 546  | 530  | 548  | 526  | 545  | 566  | 542  | 531  | 525  |

| 1901 | 1906 | 1911 | 1921 | 1926 | 1931 | 1936 | 1946 | 1954  |
| ---- | ---- | ---- | ---- | ---- | ---- | ---- | ---- | ----- |
| 516  | 531  | 520  | 556  | 679  | 741  | 781  | 761  | 1 025 |

| 1962  | 1968  | 1975  | 1982  | 1990  | 1999  | 2006  | 2007  | 2012  |
| ----- | ----- | ----- | ----- | ----- | ----- | ----- | ----- | ----- |
| 1 093 | 1 215 | 1 926 | 2 128 | 2 131 | 2 185 | 2 259 | 2 269 | 2 374 |

| 2017  | 2022  | - | - | - | - | - | - | - |
| ----- | ----- | - | - | - | - | - | - | - |
| 2 534 | 2 616 | - | - | - | - | - | - | - |

### Enseignement
Cette commune possède quatre groupes scolaires (maternelles et primaires), avec chacun leur cantine. Il y a aussi  une garderie périscolaire et une halte-garderie.

### Santé
Il y a en 2011 un médecin généraliste dans cette ville ainsi qu'un cabinet de kinésithérapeutes. Le centre hospitalier le plus proche se situe à Chalon-sur-Saône.

### Cultes
Culte catholique dans l'église de la ville.

### Sports
Il y a un stade de football où évolue le club du « Football Club Champforgeuil », qui joue en 2011-2012 en 1re division de district du pays saonois. Il y a aussi un parcours sportif de 1,4 kilomètre avec deux étangs au milieu (pêche).

### Associations
Il y a 10 associations dans la commune et la plus importante est l'Association sport loisirs et culture Champforgeuil qui regroupe 490 membres en 2011.

#### Manifestations
Il peut être cité : La randonnée des fidèles au mois de mai, la grande foire aux puces et à la brocante du COS début juin et la fête nationale du 14 juillet.

## Économie
Il y a plusieurs zones d'activités : La zone des Blétrys, la zone industrielle Nord, la ZAC des Portes et la ZAC des Champs Maillerand. Il y a aussi des commerces dans le bourg du ville.
Le centre de dispatching des oléoducs de défense commune en France, la partie française du réseau d'oléoducs en Centre-Europe, se situe dans cette commune.

## Culture locale et patrimoine

### Lieux et monuments
- Château de Champforgeuil. Par rapport à l'inventaire de 1598 qui faisait état d'un donjon, de cinq tours et de différents bâtiments, il ne reste aujourd'hui du château qu'une tour-porche à laquelle est accolée une tour circulaire sans doute plus récente et un grand corps de logis de plan rectangulaire. Le château, propriété privée, ne se visite pas. De sa construction à la Révolution française, le château est la propriété des évêques de Chalon. En 1268, il y a la première mention du château dans une prestation d'hommage faite par Hugues IV, duc de Bourgogne à l'évêque Guy de Sennecey. En 1598, le château est pillé et dévasté pendant les guerres de la Ligue. En 1791, le château passe aux Musy, puis au XIXe siècle à la famille Monnier et pour finir en 1909 à la famille Piffaut jusqu'en 2001 où il est cédé aux propriétaires actuels.
- L'église, placée sous le vocable de saint Vincent, dont le clocher abrite deux cloches, l'une de 280 kg fondue en 1871 et l'autre de 93 kg fondue en 1969[33].

### Personnalités liées à la commune
- Steeve Guénot.
- Christophe Guénot.
- Monseigneur Jean-Baptiste-François Pitra (1812-1889).
- Benjamin Serra.
- Rachida Dati.

## Pour approfondir